# 데이터 보안
데이터 보안(Data security)은 데이터가 권한이 없는 사용자의 원치 않는 행동에 의해 파괴되거나 유출되어 오용되지 않게 하는 것이다. 사이버 공격이나 데이터 침해가 데이터 보안이 막아야 하는 대상이 된다.

## 같이 보기
- 복사 방지
- 데이터 소거
- 자료 복구
- 디스크 암호화
- 정보 보안
- 프라이버시 법
- 통합 인증
- 스마트카드
- 투명한 데이터 암호화